# مزرعة خيبر (دوستان)
مزرعة خیبر (بالإنجليزية: Mazraeh-ye Kheybar)‏ هي مستوطنة تقع في إيران في قسم دوستان الريفي.